# Tony Hawk’s Motion
Tony Hawk’s Motion ist ein Skateboarding-Videospiel von Creat Studios. Das Spiel erschien 2008 für Nintendo DS. Es ist ein Ableger der Tony-Hawk’s-Reihe.

## Spielprinzip
Das Spiel verwendet ein bewegungsempfindliches Peripheriegerät namens „Motion Pack“, das als Steuerungsmethode in den Game-Boy-Advance-Spielsteckplatz des Nintendo DS eingesetzt wird. Neben Skateboarden bietet das Spiel auch Snowboarden.

## Rezeption
Die Kritiken zum Spiel waren im Allgemeinen negativ. Laut Metacritic bekam das Spiel 39 von 100 Punkte. Einige Kritiker beklagten sich über die nicht reagierenden Steuerelemente des Motion Packs und die Tatsache, dass das Spiel gehetzt sei und wenig Inhalt biete.